# Брускинский сельский совет (Великоалександровский район)
Брускинский сельский совет (укр. Брускинська сільська рада) — входит в состав
Великоалександровского района
Херсонской области
Украины.
Административный центр сельского совета находится в 
с. Брускинское
.

## История
- 1906 — дата образования.

## Населённые пункты совета
- с. Брускинское
- с. Безводное
- с. Ищенка
- с. Костромка